# Teresa Alfonso de León
Teresa Alfonso de León (nacida ca. 1216),  fue hija ilegítima del rey Alfonso IX de León y de su amante, Aldonza Martínez de Silva, y esposa del conde Nuño González de Lara "el Bueno".

## Filiación debatida
La filiación de Teresa Alfonso ha sido debatida por varios genealogistas e historiadores. Según el conde de Barcelos, Teresa fue hija del rey Alfonso IX y de Aldonza Martínez de Silva. Luis de Salazar y Castro opinaba que su padre fue Pedro Alfonso de León, maestre de la Orden de Santiago y tenido erróneamente como hijo ilegítimo del rey Alfonso IX de León. El historiador Julio González González argumentó que pudo haber sido hija de Urraca, hija ilegítima de Alfonso IX de León, y de Lope Díaz II de Haro, señor de Vizcaya. El genealogista Szabolcs de Vajay descarta las dos últimas filiaciones debido a que su patronímico hubiera sido Pérez o López y no Alfonso. Sugiere que Teresa pudo ser  una hija ilegítima de Alfonso de Molina.  Esta filiación la deduce de un documento datado en 1243 donde los ministros del rey Alfonso X de Castilla le recuerdan al conde Nuño que el rey « ...  rogó e pidió al rey don Ferrando, su padre, que vos diese tierra et vos fiziese cauallero et vos diese en casamiento a donna Teresa Alfonso, su cormana, nieta del rey de León... »,  es decir, que Teresa sería prima carnal de Alfonso X de Castilla y nieta de Alfonso IX de León. 
Teresa Alfonso fue hija, aunque ilegítima, del rey Alfonso IX y de su amante, la noble portuguesa Aldonza Martínez de Silva. Así consta en una venta que Teresa realizó en noviembre de 1254 de la villa de Carucedo. En el documento, guardado en el archivo del monasterio de Santa María de Carracedo, declara que es hija del rey Alfonso, nieta del rey Fernando y esposa de Nuño González de Lara. Esta filiación también se demuestra en la Historia del reinado de Sancho IV de Castilla donde consta una partida de 11 400 maravedíes para «doña Teresa Alfonso, tía de la Reyna», es decir, la reina María de Molina.

## Viudez
A principios de septiembre de 1275 falleció su esposo, el conde Nuño, quien perdió la vida en la batalla de Écija, en la que las tropas del reino de Castilla y León fueron derrotadas por los benimerines, quienes habían invadido Andalucía. Su cabeza fue enviada por el emir de los benimerines al rey de Granada, quien se mostró apenado, según refieren las crónicas de la época, por la muerte del magnate que había hecho mucho porque él fuese rey, y ordenó que la cabeza del señor de Lara fuera enviada a la ciudad de Córdoba, para que recibiera sepultura junto con el resto de su cuerpo, que fue enterrado posteriormente en el convento de San Pablo de Palencia.
Tras la defunción de su esposo, su hijo, Juan Núñez I de Lara heredó el señorío de la Casa de Lara y comenzó a ser el principal valedor de los derechos al trono de los infantes de la Cerda, al tiempo que su principal rival, Lope Díaz III de Haro, señor de Vizcaya, se convertía en el principal defensor del partido del infante Sancho de Castilla.

## Sepultura
Se desconoce la fecha de su defunción. Recibió sepultura junto con su esposo en el convento de San Pablo de Palencia, vinculado a la Casa de Lara, y en el que posteriormente dispondría su sepultura el hijo de ambos, Juan Núñez I de Lara.

## Matrimonio y descendencia
Fruto de su  matrimonio con el conde Nuño, que se celebró antes de 1243, nacieron los siguientes hijos:
- Juan Núñez I de Lara[14] (m. 1294). Heredó las posesiones paternas y fue señor consorte de Albarracín por su primer matrimonio con Teresa Álvarez de Azagra.[15] Contrajo un segundo matrimonio con Teresa de Haro, hija de Diego López III de Haro, señor de Vizcaya, y de su esposa Constanza de Bearne.
- Nuño González de Lara[14] (m. 1291), esposo de Juana Gómez Girón, hija del ricohombre Gómez González Girón y de su esposa Aldara Anes de Sousa
- Teresa Núñez de Lara.[14] Contrajo matrimonio con Gil Gómez de Roa,[14] señor de la Casa de Aza e hijo de Gómez González de Roa y de  Teresa Gil de Villalobos.

Aunque Salazar y Castro incluye a la siguiente como hija de este matrimonio, el historiador Carlos Barquero Goñi opina que María fue hija ilegítima del conde Nuño.
- María Núñez de Lara, esposa de Diego Gómez de Roa,[14] señor de Probaons y adelantado mayor de Galicia, hermano de Gil,[17] casado con Teresa, hermana de María. El 13 de mayo de 1288, fray Diego Gómez de Roa y su mujer María Núñez donaron varias heredades en Galicia a la Orden de San Juan de Jerusalén y ella, figurando como freira, recibió la tenencia vitalicia de la bailía sanjuanista de Santa María de Regoa. En 1297 su marido Diego figura como prior de dicha orden.[18]